# Mably, Loire
Mably este o comună în departamentul Loire din sud-estul Franței. În 2009 avea o populație de 7.498 de locuitori.

## Evoluția populației
| An        | 1975  | 1982  | 1990  | 1999  | 2006  | 2009  |
| --------- | ----- | ----- | ----- | ----- | ----- | ----- |
| Populație | 6.548 | 7.945 | 8.291 | 7.624 | 7.503 | 7.498 |